# اتحادیه فوتبال استونی
اتحادیه فوتبال استونی (استونیایی: Eesti Jalgpalli Liit;) نهاد اداره‌کننده مسابقات فوتبال، فوتبال ساحلی و فوتسال در کشور استونی است.
این اتحادیه که در ۱۴ دسامبر ۱۹۲۱ تأسیس شده عضو یوفا و فیفا نیز می‌باشد و مقر آن در شهر تالین است.
مسابقات لیگ برتر فوتبال استونی، جام حذفی فوتبال استونی و تیم ملی فوتبال استونی زیر نظر این اتحادیه برگزار میشود.